# Піленгас
Піленгас, або кефаль червоногуба (Planiliza haematocheilus) — напівпрохідна риба родини кефалевих (Migulidae).

## Розповсюдження
Трапляється в Японському морі від лиману Амура до Південної Кореї, ще біля берегів Японії та Китаю. У другій половині ХХ сторіччя успішно акліматизований в Азовському морі, пізніше — у Чорному морі.

## Спосіб життя
Піленгас на всіх етапах постембріонального розвитку може жити у воді з великим діапазоном солоності (0–33 ‰) і температур. Розміри — до 60 см, вага — до 3 кг. Тримається зграями. Живиться здебільшого детритом, іноді дрібними безхребетними. Азовський піленгас відрізняється більшими розмірами (іноді до 80 см завдовжки і вагою до 12 кг) та інтенсивнішим ростом, ніж далекосхідний. Дорослі особини в басейні Чорного й Азовського морів активні протягом усього року, живлення припиняється лише, якщо температура води знижується до 5–8 °С. Навесні частина піленгасів з Азовського моря мігрує у Чорне. На Далекому Сході з наближенням зими заходить у річки до 100 км вгору проти течії та залягає в ями на глибині 6–10 м.

## Розмноження
Статевої зрілості досягає у віці 4–5 років. Нерест у прибережній зоні у травні — червні, за температури води 18–24 °С. Ікра пелагічна (плаває на поверхні), дрібна (близько 1 мм у діаметрі). У заплідненні одної самиці беруть участь кілька самців. Мальки живуть у гирлах річок, на зиму заходять у річки.

## Значення

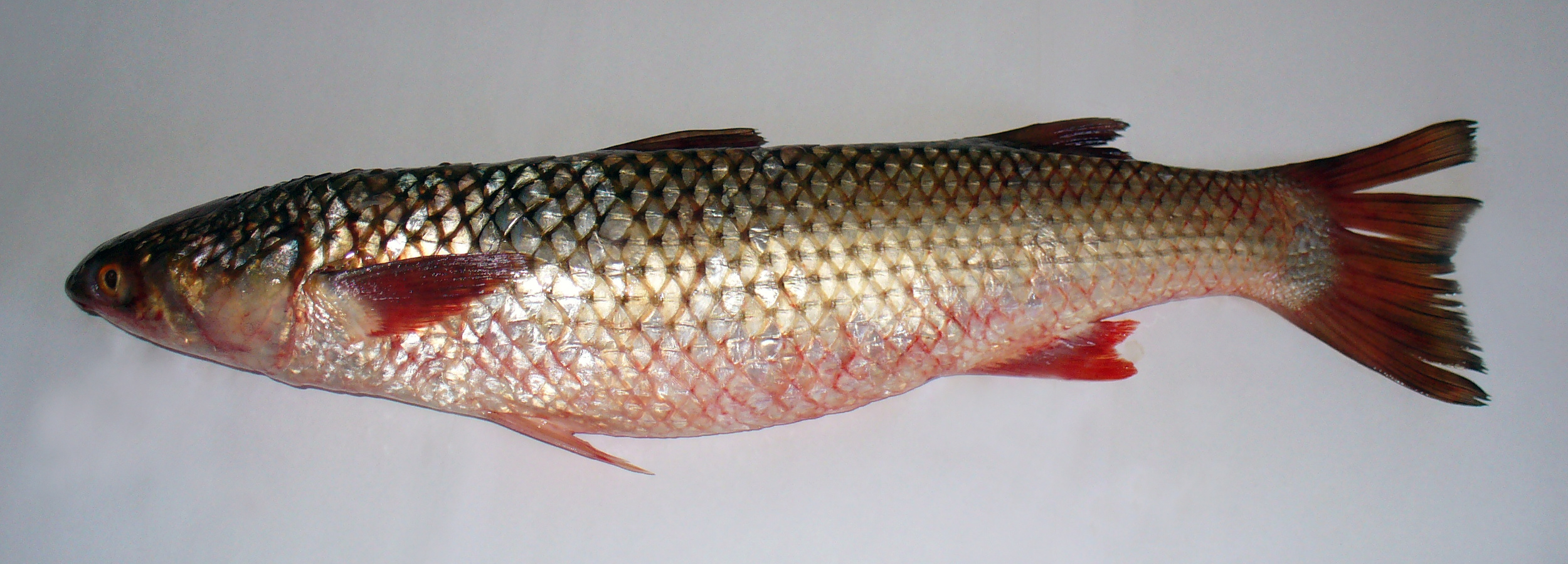
Піленгас з Азовського моря

Цінна промислова риба. М'ясо має гарні смакові властивості, досить жирне (9–10 % жиру). Промисел переважно взимку та навесні, коли риба утворює великі скупчення. Також є об'єктом лову рибалок-аматорів. Споживають переважно у смаженому або тушкованому вигляді.

### Акліматизація в Азово-Чорноморському басейні
Акліматизацію піленгаса в Азовському морі розпочали в 1974–1975 рр. З Ростова до Бердянська в 1974 році була відряджена старший науковий співробітник АзНДІРХа (Азовського НДІ рибного господарства), кандидат біологічних наук Л. І. Семененко, для якої бердянський рибоколгосп ім. Леніна, очолюваний П. І. Кравченко, в міру своїх матеріальних можливостей створив необхідні для наукової роботи умови. Зокрема, поряд з фінансуванням науково-дослідної роботи по акліматизації піленгаса, надав приміщення під наукову лабораторію на території свого рибцеху в бердянських Лісках, забезпечив Л. І. Семененко житлом. Наприкінці 1974 — на початку 1975 року за рахунок рибоколгоспу ім. Леніна була привезена з Далекого Сходу перша партія молоді піленгаса і випущена в Бердянське водосховище, розташоване на річці Берді поблизу села Осипенко. Поряд з піленгасом зарибнили в 1974–1975 рр. Бердянське водосховище також молоддю бестера і товстолобика. З метою забезпечення нагляду за випущеною молоддю та її охорони, рибоколгосп ім. Леніна орендував Бердянське водосховище і створив з рибалок-колгоспників спеціальну бригаду. І буквально через якихось кілька років рибалки-любителі стали відловлювати в Азовському морі поблизу гирла Берди і поблизу оголовка Бердянської коси піленгасів, які випливли з Бердянського водосховища у відкрите море.
Особливо багато молоді і великих особин піленгаса опинилося в морі 1985 року, коли після рясних дощів різко підвищився рівень води у водосховищі і через гребінь водоскиду й саму греблю ринула в заплаву Берди вода, а звідти — в море.
Після того, як керована Л. І. Семененко наукова група підвищила свій статус (була перетворена спочатку в лабораторію АзНДІРГо, а потім і в Бердянське відділення АзНДІРГо), разом із Бердянським водосховищем почали зариблювати піленгасом і інші водойми. І в тому числі пов'язаний напряму з Азовським морем Молочний лиман, який став для далекосхідного аборигена по суті другою рідною домівкою. Ця далекосхідна риба стала в Азовському морі цілком промисловою, а незабаром і в Чорному, і навіть у Середземному.